# Liste der Kulturdenkmale in Hohenhorn
In der Liste der Kulturdenkmale in Hohenhorn sind alle Kulturdenkmale der schleswig-holsteinischen Gemeinde Hohenhorn (Kreis Herzogtum Lauenburg) aufgelistet (Stand: 10. März 2025).

## Legende
In den Spalten befinden sich folgende Informationen:
- Objekt-ID: die Nummer des Kulturdenkmales
- Lage: die Adresse des Kulturdenkmales und die geographischen Koordinaten. Kartenansicht, um Koordinaten zu setzen. In der Kartenansicht sind Kulturdenkmale ohne Koordinaten mit einem roten Marker dargestellt und können in der Karte gesetzt werden. Kulturdenkmale ohne Bild sind mit einem blauen Marker gekennzeichnet, Kulturdenkmale mit Bild mit einem grünen Marker.
- Offizielle Bezeichnung: Bezeichnung des Kulturdenkmales
- Beschreibung: die Beschreibung des Kulturdenkmales
- Bild: ein Bild des Kulturdenkmales

## Sachgesamtheiten
| Objekt-ID      | Lage                                     | Offizielle Bezeichnung | Beschreibung | Bild                             |
| -------------- | ---------------------------------------- | ---------------------- | --- | -------------------------------- |
| 40573 Wikidata | Dorfstraße (53° 28′ 33″ N, 10° 22′ 1″ O) | Kirche St. Nicolai     | Aktualisierung vorgesehen - Begründung: geschichtlich, künstlerisch, städtebaulich, Kulturlandschaft prägend - Schutzumfang: Kirche St. Nicolai mit Ausstattung, Kirchhof, Grabmale bis 1870, Feldsteinmauer, Lindenkranz | weitere Fotos \| Fotos hochladen |

## Bauliche Anlagen
| Objekt-ID      | Lage                                               | Offizielle Bezeichnung             | Beschreibung | Bild                             |
| -------------- | -------------------------------------------------- | ---------------------------------- | --- | -------------------------------- |
| 3099 Wikidata  | Drumshorner Straße 1 (53° 28′ 33″ N, 10° 22′ 1″ O) | Kirche St. Nicolai mit Ausstattung | Alteintragung (Aktualisierung vorgesehen) - Begründung: geschichtlich, künstlerisch, städtebaulich - Schutzumfang: gesamtes Objekt - Denkmaltyp: Bauliche Anlage, Sachgesamtheit: Kirche St. Nicolai | weitere Fotos \| Fotos hochladen |
| 35340 Wikidata | Steinbergweg 6 (53° 28′ 31″ N, 10° 22′ 12″ O)      | Pastorat                           | Pastorat; um 1920-1923, Architekt Küntzel u. Koebke; zweigeschossiger Backsteinbau auf L-förmigem Grundriss, Walmdächer, sachliche Formen des Heimatschutzes, großes Gartengrundstück mit altem Eichenbestand und Findlingen - Begründung: geschichtlich, Kulturlandschaft prägend - Schutzumfang: gesamtes Objekt - Denkmaltyp: Bauliche Anlage | BW                               |

## Gründenkmale
| Objekt-ID      | Lage                                                         | Offizielle Bezeichnung | Beschreibung | Bild |
| -------------- | ------------------------------------------------------------ | ---------------------- | --- | ---- |
| 19849 Wikidata | Dorfstraße/Drumshorner Straße (53° 28′ 33″ N, 10° 21′ 59″ O) | Kirchhof               | Alteintragung (Aktualisierung vorgesehen) - Begründung: geschichtlich, Kulturlandschaft prägend - Schutzumfang: Kirchhof, Grabmale bis 1870, Feldsteinmauer, Lindenkranz - Denkmaltyp: Gründenkmal, Sachgesamtheit: Kirche St. Nicolai | BW   |

## Quelle
- Liste der Kulturdenkmale in Schleswig-Holstein – Herzogtum Lauenburg (PDF)

- Karte mit allen Koordinaten:
- OSM |
- WikiMap